# Prêmios e títulos recebidos por Jorge Amado
Esta é uma lista com os prêmios e títulos honoríficos, nacionais e estrangeiros recebeidos pelo escritor brasileiro Jorge Amado.

## Lista

### Prêmios internacionais
- Prêmio Stalin da Paz (Moscou-1951), posteriormente Prêmio Lênin da Paz;
- Prêmio da Latinidade da Academia do Mundo Latino (França-1971), com Ferreira de Castro e Eugenio Mondale;
- Prêmio do Instituto Ítalo-Americano (Itália-1976);
- Prêmio Internacional Dag Hammarsk (Portugal-1983);
- Premio Nonino Risit d’Âur (Itália-1984); Prêmio Moinho (Itália-1984);
- Prêmio Dimitrov de Literatura (Sofia-1986);
- Prêmio Pablo Neruda (Moscou-1989);
- Prêmio Etruria de Literatura (Itália-1989);
- Premio Mundial Cino Del Duca (França-1990);
- Prêmio Mediterrâneo (Itália-1990);
- Prêmio Vitaliano Brancatti (Itália-1995);
- Prêmio Luís de Camões (Portugal-1994);[3]
- Medalha de Vermeil (França-1988);
- Medalha de Ouro Simón Bolivar (Francia,1997);
- Prêmio Mediterrâneo do Centro di Cultura Mediterranea (Itália, 1998).

### Prêmios brasileiros
- Prêmio Graça Aranha, Rio de Janeiro (1936);
- Prêmio Nacional de Romance do Instituto Nacional do Livro, Rio de Janeiro (1959);
- Prêmio "Jornal do Comércio", Rio de Janeiro (1959);
- Prêmio Luisa Cláudio de Souza, do Pen Club do Brasil, Rio de Janeiro (1959);
- Prêmio Carmem Dolores Barbosa, São Paulo (1959);
- Prêmio Jabuti, São Paulo (1959, 1995);
- Prêmio Paula Brito, Rio de Janeiro (1959);
- Prêmio Juca Pato — "O Intelectual do Ano", São Paulo (1969);
- Prêmio Fernando Chinaglia, Rio de Janeiro (1982);
- Prêmio Nestlé de Literatura Brasileira, São Paulo (1982);
- Prêmio Brasília de Literatura — Conjunto de Obras, Brasília (1983);
- Prêmio Moinho Santista de Literatura, São Paulo (1984);
- Prêmio Personalidade Literária do Ano, São Paulo (1984);
- Prêmio BNB de Literatura, Ceará (1985);
- Prêmio Pablo Picasso. Brasília (1988);
- Medalha do Mérito Jornalístico da Associação Baiana de Imprensa, Brasil (1996);
- Prêmio do Ministério da Cultura (1997).

### Títulos
- Comendador da Ordem de Andrés Bello (Venezuela-1977);
- Comendador da Ordem das Artes e das Letras (França-1979);
- Comendador da Legião de Honra (França-1983);
- Comendador da Ordem do Mérito Judiciário do Trabalho (Brasil-1983);
- Grande Oficial da Ordem do Infante Dom Henrique (Portugal-1986);
- Comendador da Ordem do Congresso Nacional (Brasil-1986);
- Comendador da Ordem do Mérito de São Jorge dos Ilhéus (Brasil-1992);
- Comendador da Ordem do Mérito Aperipê (Brasil-1992);
- Comendador da Ordem de Maio (Argentina-1992);
- Comendador da Ordem do Mérito Cultural (Brasil-1995);
- Comendador da Honorífica Ordem da Cultura, pela Academia de Cultura de Curitiba (Brasil,1996).
- Grã-Cruz da Ordem do Mérito de Brasília (Brasil-1988);
- Grã-Cruz da Ordem de Bernardo O'Higgins (Chile-1993);
- Grande Oficial da Ordem de Santiago da Espada (Portugal-1980);
- Grande Oficial da Ordem do Mérito da Bahia (Brasil-1981);
- Grande Oficial da Ordem de Rio Branco (Brasil-1987);
- Doutor Honoris Causa da Universidade Federal da Bahia (Brasil-1980);
- Doutor Honoris Causa da Universidade Federal do Ceará (Brasil-1981);
- Doutor Honoris Causa da Universidade Lumière, Lyon II (França-1987);
- Doutor Honoris Causa em Língua e Literatura da Universidade de Dagli Studi (Bari-1990);
- Doutor Honoris Causa da Universidade de Israel (Israel-1990);
- Doutor Honoris Causa da Unversidade Estadual do Sudoeste da Bahia (Brasil-1992);
- Doutor Honoris Causa da Universidade de Pádua (Italia-1995);
- Doutor Honoris Causa da Universidade Paris III - Sorbonne Nouvelle (França-1998);
- Doutor Honoris Causa da Universidade de Bolonha (Itália-1998);
- Doutor Honoris Causa da Universidade de Lisboa (Portugal-1998);
- Doutor Honoris Causa da Universidade de Brasília (Brasil-1999)
- Ordem Carlos Manuel de Céspedes, Conselho do Estado da República de Cuba (Cuba -1988);
- Sócio Honorário do Centro Brasileiro da Associação Mundial de Escritores (Brasil-1987);
- Grã-Cruz da Ordem do Mérito Cultural (Brasil-2012) — post mortem.